# Эрн (река)
Эрн (англ. River Erne, ирл. Abhainn na hÉirne / An Éirne) — река в северной части острова Ирландия, текущая из озера Лох-Гауна (Loch Gowna, графство Лонгфорд) на северо-запад, в залив Донегол Атлантического океана. Река образует ряд озёр, в частности — Лох-Эрн.